# Hamburger optischer Telegraph

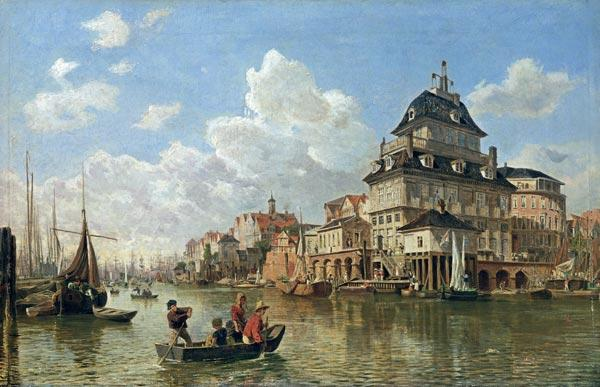
Baumhaus im Hamburger Hafen mit Telegraf auf dem Dach, um 1850

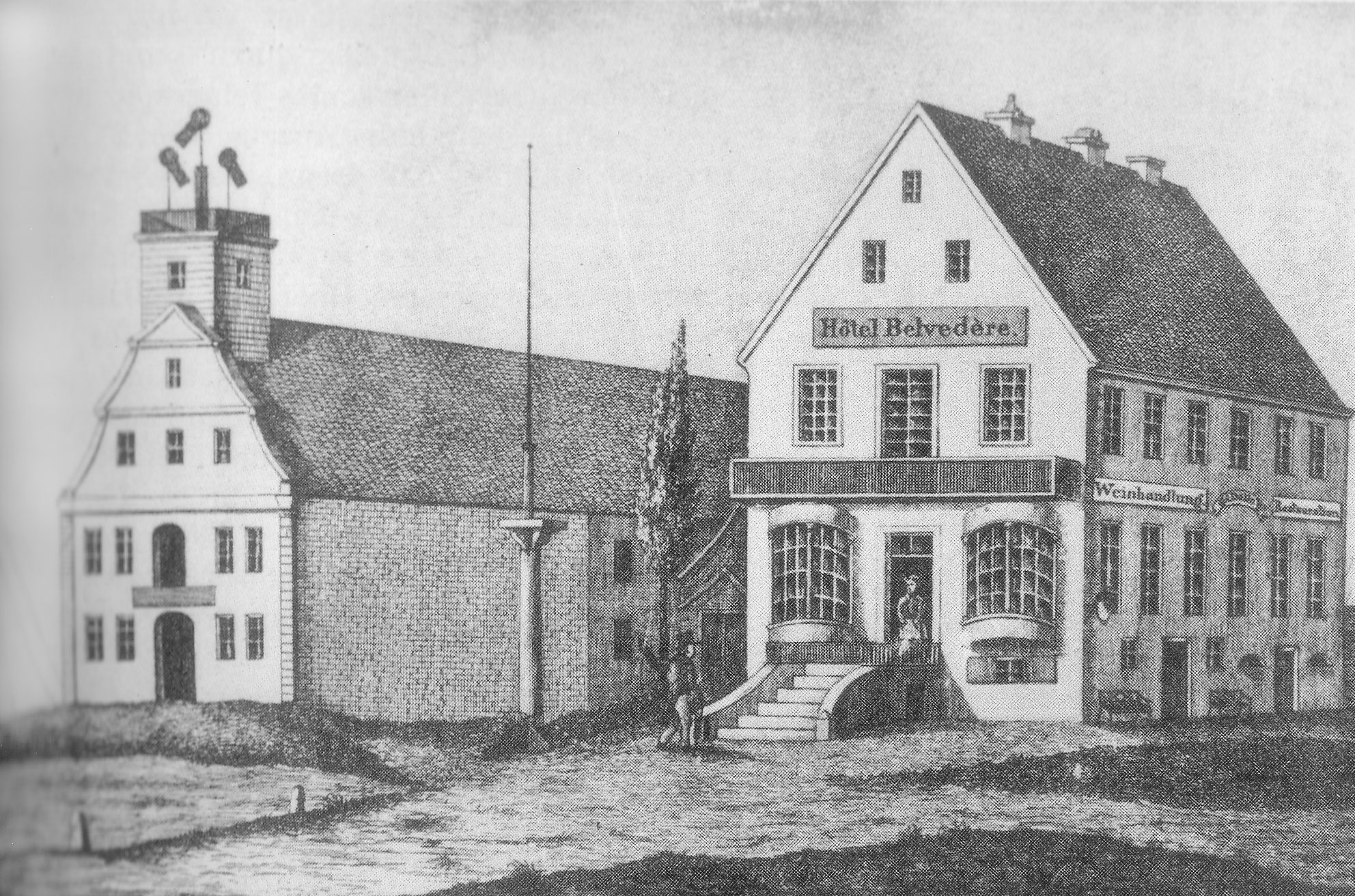
Endstation des Schmidtschen Telegraphen am Lotsenhaus in Cuxhaven

Der  Hamburger optische Telegraph (auch als „Hamburg Altonaer Telegraph“ und „Hamburg Altonaer Telegraphen–Linie“ bezeichnet) war eine privatwirtschaftlich betriebene Telegraphenlinie zwischen Hamburg und Cuxhaven mittels optischem Telegraph. Sie bestand von 1838 bis 1849 und diente vor allem der Übermittlung von Informationen, die den Schiffsverkehr betrafen.

## Vorgeschichte
Ausgehend von Berichten über die Einrichtung eines optischen Telegraphensystems in Frankreich (nach Chappe), regte der Hamburger Senator Günther am 30. Oktober 1794 den Bau eines solchen Systems der Nachrichtenübermittlung zwischen Hamburg und dem an der Mündung der Elbe liegenden hamburgischen Amt Ritzebüttel (heute Cuxhaven) an. Obwohl die Nützlichkeit einer solchen Verbindung für die Hafenstadt, besonders die frühzeitige Meldung der aufkommenden Schiffe, gesehen wurde, verwarf man aus Kostengründen die Realisierung.
Auch eine zweite Eingabe an die Commerz-Deputation durch Edward Roß im Jahre 1818 blieb ohne Erfolg, weil man weiterhin die Anlage- und Betriebskosten als zu hoch einschätzte. Man begnügte sich weiter mit einem nun bestehenden Meldedienst durch eine Reiterstaffel.
Ein dritter Antrag durch Johann Ludwig Schmidt, ein Kaufmann und Essigfabrikant in dem damals holsteinisch-dänischen Altona, hatte 1836 schließlich Erfolg. Die Commerz-Deputation war gewillt, den Betrieb durch Zuschüsse mitzufinanzieren.

## Geschichte

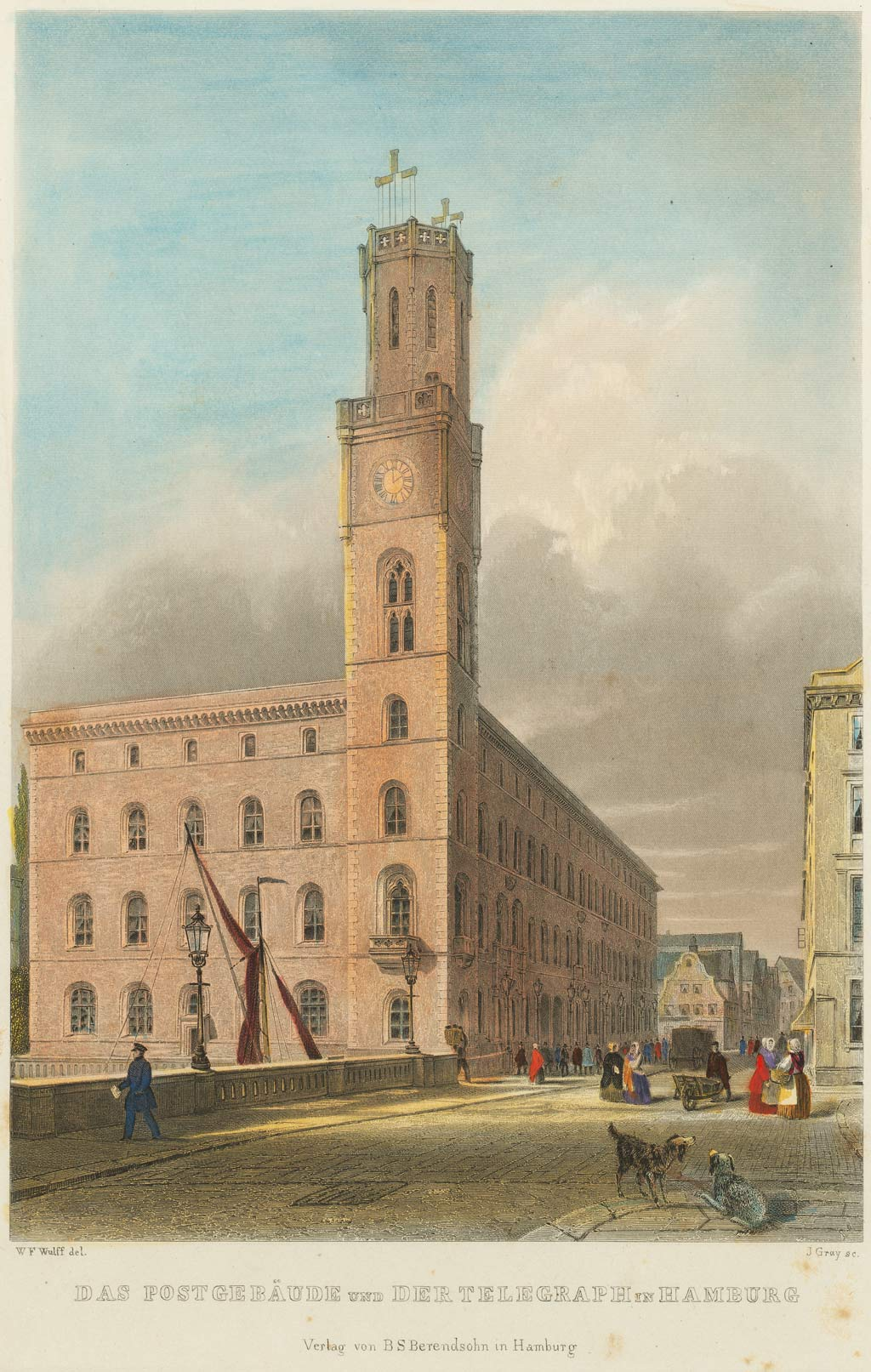
Alte Post in Hamburg um 1850

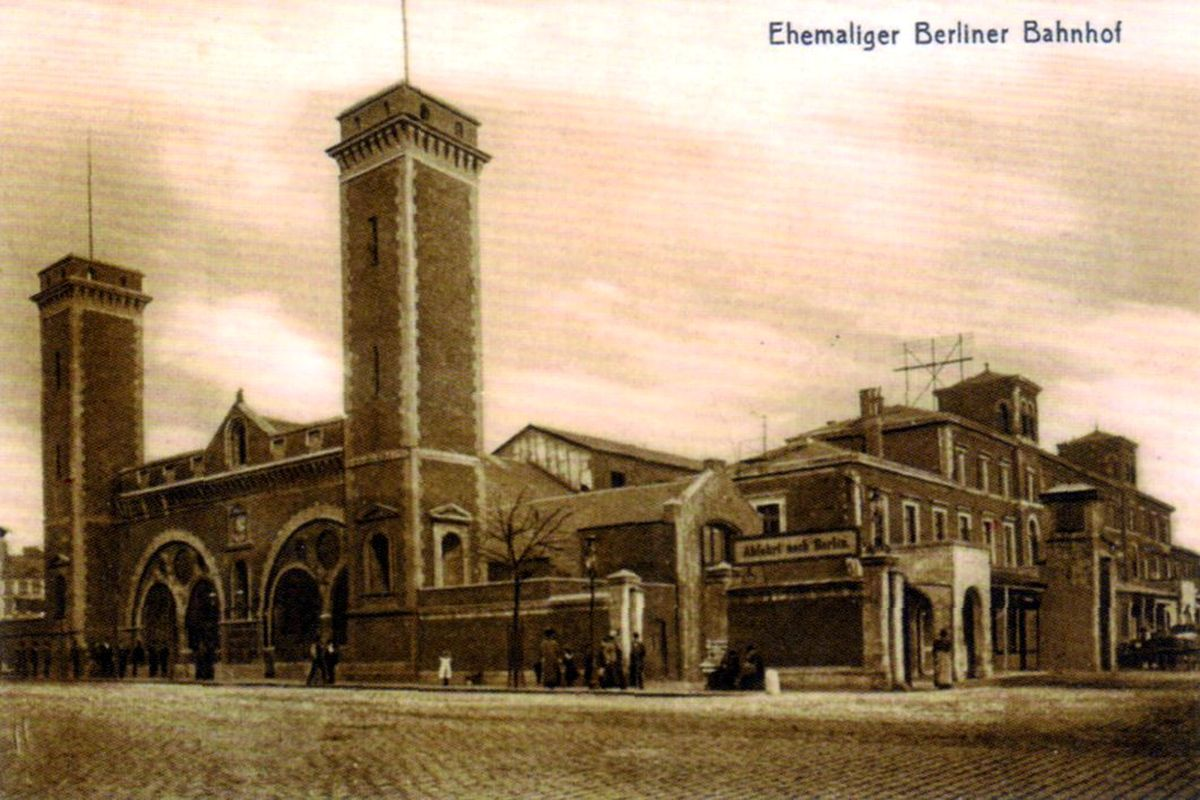
Auch die Türme des Berliner Bahnhofs in Hamburg sollten ursprünglich einen optischen Telegrafen aufnehmen.

1836 hatte der Unternehmer Schmidt eine Konzession des Senats der Freien und Hansestadt Hamburg erhalten, und am 18. März 1838 wurde die Telegraphenlinie zwischen Hamburg und Cuxhaven eröffnet.
Auf der Strecke zwischen Hamburg und Altona und dem etwa 120 Kilometer entfernten Ritzebüttel-Cuxhaven waren sechs Zwischenstationen (Blankenese, Schulau, Brunshausen/Stade, Hechthausen, Dobrock, Otterndorf) ausgesucht und geeignete, erhöhte Standorte mit Semaphoren ausgestattet worden. Endstationen der Linie waren in Cuxhaven das Hotel „Belvedere“ und in Hamburg das „Baumhaus“ am Baumwall, später der Turm des neuen Postgebäudes (Alte Post). Ab 1846 erfolgte eine Erweiterung durch die Verbindung von Hechthausen nach Bremerhaven, zur dortigen optischen Telegraphenlinie Bremen–Bremerhaven.
Die Aufgabe dieser optischen Telegraphenlinie war die Durchführung eines Schiffsmeldedienstes an der Unterelbe. Wirkungsvoll eingesetzt wurde der optische Telegraph auch beim Hamburger Brand vom Mai 1842, als auf Veranlassung von Friedrich Clemens Gerke Hilfsmannschaften und Feuerwehren aus dem Hamburger Umland zu Hilfe herbeigerufen wurden.
Der „Hamburg Altonaer Telegraph“ benötigte beträchtliche finanzielle Mittel, um das Personal an den acht Stationen bezahlen zu können. In einem Zweischichtenbetrieb waren insgesamt 32 Telegraphisten beschäftigt, je zwei Personen an der Station verrichteten den Dienst, einer beobachtete die Gegenstationen, während der andere die Semaphoren bediente. Die Betriebskosten waren erheblich und konnten durch die Einnahmen nur unzulänglich gedeckt werden. Auch die Umwandlung in eine Aktiengesellschaft und der Zufluss von privatem Kapital brachten keine wesentliche Besserung. Schmidt konnte zwar Abonnenten für den Schiffsmeldedienst gewinnen, aber trotz der durch die Commerz-Deputation gewährten Zuschüsse blieb es ein schwieriges Unterfangen, den Betrieb aufrechtzuerhalten.
In der Zeit größter Schwierigkeiten stieß Friedrich Clemens Gerke zum „Hamburg Altonaer Telegraph“, um den Betrieb zu reformieren.

### Nachfolge: elektromagnetischer Telegraf
Mitte des Jahres 1847 kam ein konkurrierendes System auf. Am 28. Juni 1847 war der Amerikaner William Robinson, in Begleitung seines Stiefsohnes Charles Robinson und Charles Chapin, in Hamburg im Zingg’s Hotel abgestiegen. Tags darauf erschien in den Hamburger Nachrichten auf der ersten Seite ein kurzer Artikel, in dem die Funktionsweise eines elektromagnetischen Telegrafen kurz erläutert wurde. Am 1. Juli 1847 erschien eine erste Anzeige, in der William Robinson eine Präsentation des Telegrafen in den Börsen-Arkaden ankündigte. Diese Anzeige wurde mehrfach wiederholt. Am 17. Juli erschien eine Stellungnahme von Schmidt, in der er die Vorzüge des elektromagnetischen Systems in Frage stellte. Dies war der Beginn einer öffentlich geführten Auseinandersetzung über die Vorteile des eigenen Systems und Nachteile des jeweils anderen. Bis Ende November 1847 erschienen dazu zahlreiche Artikel in den Hamburg Nachrichten.
Allgemein wurde erkannt, dass dieses elektromagnetische System wirtschaftlicher zu betreiben war: Es funktionierte bei jedem Wetter, Tag und Nacht, und kam mit weniger Personal aus; insgesamt waren nur acht Mitarbeiter notwendig. Der Senat war auf Grund der großen Verdienste Schmidts in Bezug auf den Hamburger Brand unschlüssig, wie man verfahren sollte, und drängte ihn erfolglos, bei der neuen Gesellschaft mitzuarbeiten.
Bemühungen, die konkurrierenden Systeme in eine gemeinsame Gesellschaft einzubringen, schlugen fehl. Am 9. Oktober 1848 veröffentlichte die Direktion der „Electro-Magnetischen Telegraphen-Compagnie“, die sich inzwischen etabliert hatte, in Anzeigen ihre Tarife in der Börsen-Halle und den Privilegirten wöchentlichen gemeinnützigen Nachrichten und nahm am 15. Oktober den Betrieb auf. Gerke erkannte die Vorzüge des Systems und wechselte zur „Electro-Magnetischen Telegraphen-Compagnie“ und wurde deren Inspektor. Die Direktion bestand aus dem Senator Carl Möring, dem Kaufmann Adolph Godeffroy und A.W. Hüpeden.
Ca. 9 Monate wurden beide Systeme nebeneinander betrieben, bis Johann Ludwig Schmidt, der beim Versuch, den „Hamburg Altonaer Telegraph“ zu retten, sein gesamtes Vermögen verloren hatte, am 19. August 1849 den Betrieb einstellen musste.

## Werke
- Handels-Marine der Nieder-Elbe nebst den im Jahr 1845 durch den Hamb.-Altonaer Telegraphen gemeldeten Schiffen und einer Karte dieser Telegraphen-Linie. Aus der Expedition des Hamburg-Altonaer Telegraphen den 1. Januar 1846. o. V., o. J., urn:nbn:de:gbv:8:2-2918496